# Olympische Jugend-Sommerspiele 2018/Teilnehmer (Demokratische Republik Kongo)
| Gelbes Symbol für Goldmedaillen mit stilisierten Olympischen Ringen | Graues Symbol für Silbermedaillen mit stilisierten Olympischen Ringen | Braundes Symbol für Bronzemedaillen mit stilisierten Olympischen Ringen |
| ------------------------------------------------------------------- | --------------------------------------------------------------------- | ----------------------------------------------------------------------- |
| —                                                                   | —                                                                     | —                                                                       |

Die Jugend-Olympiamannschaft der Demokratischen Republik Kongo für die III. Olympischen Jugend-Sommerspiele vom 6. bis 18. Oktober 2018 in Buenos Aires (Argentinien) bestand aus fünf Athleten.

## Athleten nach Sportarten

### Beachvolleyball
Mädchen
- Nathalie Kutekemen Bijimine
- Dorcas Mianda Ania
25. Platz

### Judo
Mädchen
- Sarah Kafufula
Klasse bis 52 kg: 9. Platz
Mixed: 9. Platz (im Team Singapur)

### Leichtathletik
Mädchen
- Bernadette Bingonda
3000 m: 15. Platz

### Taekwondo
Jungen
- Charly Kapashika Lutumba
Klasse bis 73 kg: 9. Platz